# Zenarchopterus pappenheimi
Zenarchopterus pappenheimi är en fiskart som beskrevs av Mohr 1926. Zenarchopterus pappenheimi ingår i släktet Zenarchopterus och familjen Hemiramphidae. Inga underarter finns listade i Catalogue of Life.
Arten blir upp till 18 cm lång. Den är brun med silverfärgade strimmor på sidorna.
Denna fisk förekommer i havet kring Sydostasien från Andamanerna och Nikobarerna till västra Nya Guinea. Den dyker till ett djup av 200 meter. Zenarchopterus pappenheimi vistas när kustlinjerna och den besöker ibland bräckt vatten eller mangrove.
Beståndet hotas av vattenföroreningar. Hela populationen är fortfarande stor. IUCN kategoriserar arten som livskraftig (LC).